# Mental
Mental é uma série de televisão produzida pela Fox e pela Fox Telecolombia, que estreou em 2009 internacionalmente na América Latina, na Europa e na Ásia, estrelada por Chris Vance e Annabella Sciorra. Mental tem como produtora executiva Deborah Joy LeVine – criadora da série de sucesso Lois & Clark: The New Adventures of Superman e da série The Division do canal Lifetime, assim como produtora executiva de Any Day Now, Dawson's Creek e da série da CBS Early Edition.

## Produção
A produção de Mental começou em 2 de junho de 2008, na Fox Telecolombia. A maior parte da série foi gravada na Colômbia, apesar de não haver atores colombianos no seu elenco fixo. O programa foi ao ar primeiramente nos Estados Unidos, no verão americano de 2009, pela FOX, seguindo-se então a sua estreia noutros 35 países, inclusive o Brasil e Portugal. Na Fox Latin America, teve o seu primeiro episódio no ar em 2 de junho de 2009. A série começou a ser exibida em Portugal no canal FOX em junho de 2009.

## Sinopse
A trama é sobre o Dr. Jack Gallagher (Chris Vance), um jovem psiquiatra brilhante que acaba de assumir a diretoria da área de saúde mental (psiquiatria) de um hospital em Los Angeles e que tem métodos nada ortodoxos para tratar os seus pacientes, como também pouco respeito pelas regras estabelecidas.
Os seus métodos heterodoxos são no entanto inovadores e muito eficazes, levando não só os pacientes como os médicos a depositar a sua confiança em Jack, o que faz que as regras quebradas passem um pouco despercebidas.

## Personagens
Dr. Jack Gallagher (Chris Vance)
Nora Skoff (Annabella Sciorra)
Dr. Carl Belle (Derek Webster)
Dr. Veronica Hayden-Jones (Jacqueline McKenzie)
Dr. Chloë Artis (Marisa Ramirez)
Dr. Arturo Suarez (Nicholas Gonzalez)
Malcolm Darius Washington (Edwin Hodge)